# الاتفاقية العراقية الأمريكية 2008
وهي اتفاقية أمنية بين حكومة العراق والولايات المتحدة، وتتضمن هذه الاتفاقية تحديد «الأحكام والمتطلبات الرئيسة التي تنظم الوجود المؤقت للقوات العسكرية الأميركية في العراق وأنشطتها فيه وانسحابها من العراق».

## أهم البنود التي تضمنتتها الاتفاقية

### انسحاب القوات العسكرية
- تنسحب جميع قوات الولايات المتحدة من جميع الأراضي العراقية في موعد لا يتعدى 31 ديسمبر/كانون الأول عام 2011 ميلادي.
- تنسحب جميع قوات الولايات المتحدة المقاتلة من المدن والقرى العراقية في موعد لا يتعدى تاريخ تولي قوات الأمن العراقية كامل المسؤولية عن الأمن في أي محافظة عراقية، على أن يكتمل انسحاب قوات الولايات المتحدة من الأماكن المذكورة أعلاه في موعد لا يتعدى 30 يونيو/حزيران عام 2009 ميلادي.
- تتمركز قوات الولايات المتحدة المقاتلة المنسحبة في المنشآت والمساحات المتفق عليها التي تقع خارج المدن والقرى والقصبات والتي سوف تحددها اللجنة المشتركة لتنسيق العمليات العسكرية.
- تعترف الولايات المتحدة بالحق السيادي لحكومة العراق في أن تطلب خروج قوات الولايات المتحدة من العراق في أي وقت. وتعترف حكومة العراق بالحق السيادي للولايات المتحدة في سحب قواتها من العراق في أي وقت.
- يتفق الطرفان على وضع آليات وترتيبات لتقليص عدد قوات الولايات المتحدة خلال المدد الزمنية المحددة، ويجب أن يتفقا على المواقع التي ستستقر فيها هذه القوات.

### المخاطر الأمنية
- عند نشوء أي خطر خارجي أو داخلي ضد العراق أو وقوع عدوان ما عليه، من شأنه انتهاك سيادته أو أستقلاله السياسي أو وحدة أراضيه أو مياهه أو أجوائه، أو تهديد نظامه الديمقراطي أو مؤسساته المنتخبة، ويقوم الطرفان، بناء على طلب من حكومة العراق، بالشروع فوراً في مداولات إستراتيجية، وفقاً لما قد يتفقان عليه فيما بينهما، وتتخذ الولايات المتحدة الاجراءات المناسبة، والتي تشمل الاجراءات الدبلوماسية أو الاقتصادية أو العسكرية أو أي إجراء اخر، للتعامل مع مثل هذا التهديد.
- يوافق الطرفان على الاستمرار في تعاونهما الوثيق في تعزيز وإدامة المؤسسات العسكرية والأمنية والمؤسسات السياسية والديمقراطية في العراق، بما في ذلك، وفق ما قد يتفقان عليه، التعاون في تدريب وتجهيز وتسليح قوات الأمن العراقية، من اجل مكافحة الإرهاب المحلي والدولي والجماعات الخارجة عن القانون، بناء على طلب من الحكومة العراقية.
- لا يجوز استخدام اراضي ومياه واجواء العراق ممراً أو منطلقاً لهجمات ضد دول أخرى.

### الولاية القضائية
- يكون للعراق الحق الأولي لممارسة الولاية القضائية على افراد قوات الولايات المتحدة وافراد العنصر المدني بشأن الجنايات الجسيمة والمتعمدة وطبقا للفقرة الثامنة حين ترتكب تلك الجنايات خارج المنشآت والمساحات المتفق عليها وخارج حالة الواجب.
- للعراق الحق الأولي لممارسة الولاية القضائية على المتعاقدين مع الولايات المتحدة ومستخدميهم.
- للولايات المتحدة الحق الأولي لممارسة الولاية القضائية على افراد قوات الولايات المتحدة وافراد العنصر المدني بشأن امور تقع داخل المنشآت والمساحات المتفق عليها وأثناء تأدية الواجب خارج المنشآت والمساحات المتفق عليها.

### الاحتجاز
- لا يجوز لقوات الولايات المتحدة توقيف أي شخص أو القاء القبض عليه (باستثناء التوقيف أو القاء القبض على عضو من قوات الولايات المتحدة أو العنصر المدني) الا بموجب قرار عراقي.
- في حال قيام قوات الولايات المتحدة بتوقيف اشخاص أو القاء القبض عليهم كما هو مرخص به في هذا الاتفاق أو القانون العراقي، يجب تسليم هؤلاء الاشخاص إلى السلطات العراقية المختصة خلال 24 ساعة.
- يجوز للسلطات العراقية ان تطلب المساعدة من قوات الولايات المتحدة لغرض توقيف افراد مطلوبين أو القاء القبض عليهم.
- عند بدء تنفيذ هذا الاتفاق تقوم قوات الولايات المتحدة بتقديم المعلومات المتوفرة عن جميع الموقوفين لديها إلى الحكومة العراقية.
- تصدر السلطات العراقية المختصة اوامر القاء قبض على المطلوبين منهم اصولياً.
- تقوم قوات الولايات المتحدة بالتنسيق الكامل والفعال مع الحكومة العراقية بتسليم المطلوبين منهم إليها وفق أوامر القاء قبض عراقية نافذة وإطلاق سراح جميع الموقوفين الباقين بشكل منظم وآمن إلا إذا طلبت الحكومة العراقية خلاف ذلك.
- لا يجوز لقوات الولايات المتحدة تفتيش المنازل أو العقارات الأخرى إلا بموجب أمر قضائي عراقي يصدر في هذا الصدد وبالتنسيق الكامل مع السلطات العراقية المختصة، باستثناء الحالات التي تدور فيها عمليات قتال فعلية.

### العملة العراقية
- لتمكين العراق من الاستمرار في تنمية نظامه الاقتصادي الوطني عن طريق إعادة تأهيل البنى التحتية الاقتصادية العراقية، وكذلك توفير الخدمات الحيوية الأساسية للشعب العراقي، وللاستمرار في الحفاظ على موارد العراق من النفط والغاز والحفاظ كذلك على اصوله المالية والاقتصادية في الخارج، بما في ذلك صندوق التنمية للعراق.
- لقوات الولايات المتحدة حق استخدام أي مبلغ من النقد بالعملة الاميركية أو المستندات المالية المحددة قيمتها بالعملة الاميركية لأغراض هذا الاتفاق حصراً.ويكون استخدام قوات الولايات المتحدة للعملة العراقية والمصارف الخاصة وفقاً للقوانين العراقية.
- لايجوز لقوات الولايات المتحدة تصدير العملة العراقية من العراق، وعليها اتخاذ الاجراءات الكفيلة لتأمين عدم قيام افراد قوات الولايات المتحدة وافراد العنصر المدني والمتعاقدين مع الولايات المتحدة ومستخدمي المتعاقدين مع الولايات المتحدة بتصدير العملة العراقية من العراق.

### المنطقة الخضراء
- عند بدء نفاذ هذا الاتفاق تتولى الحكومة العراقية المسؤولية الكاملة عن المنطقة الخضراء.
- قد تطلب من قوات الولايات المتحدة دعماً محدداً ومؤقتاً للسلطات العراقية في المهمة المتعلقة بالأمن في المنطقة الخضراء، وعند تقديم مثل هكذا طلب تقوم السلطات العراقية ذات الصلة بالعمل بصورة مشتركة مع قوات الولايات المتحدة بشأن الأمن في المنطقة الخضراء خلال الفترة الزمنية التي تحددها الحكومة العراقية.

### مدة سريان مفعول الاتفاقية
- يكون هذا الاتفاق ساري المفعول به لفترة ثلاث سنوات، ما لم يتم انهاء العمل به من قبل أحد الطرفين قبل أنتهاء تلك الفترة عملا بالفقرة 3 من هذه المادة.
- لا يعدل هذا الاتفاق الا بموافقة الطرفين رسميا وخطيا وفق الاجراءات الدستورية السارية في البلدين.
- ينتهي العمل بهذا الاتفاق بعد مرور سنة واحدة من استلام أحد الطرفين من الطرف الآخر اخطارا خطيا بذلك.

## مواقف القوى العراقية من الاتفاقية
هذه مواقف بعض القوى الوطنية والحكومية والحزبية العراقية من الأتفاقية الأمنية:

### موقف هيئة علماء المسلمين
شنت هيئة علماء المسلمين هجوما حادا على بعض الكتل السياسية التي تصر على تمرير الاتفاقية.
وقالت الهيئة «على الرغم من الرفض الشعبي المتواصل لأي اتفاقيات طويلة المدى مع دولة الاحتلال الأمريكي، وتحذير هيئة علماء المسلمين للحكومة الحالية في الاسابيع السابقة من خطورة هذه الاتفاقات، فان البعض مازال يلمع صور ة المحتل».
واعتبرت الهيئة ان العراق بوضعه الحالي لا يمكن ان يكون ندا في «مفاوضات تجرى مع اقوى دولة في العالم»، قائلة انه «من الطبيعي ان تصب نتائج هذه الاتفاقيات في صالح الولايات المتحدة الأمريكية وعلى نحو يفقد العراق فيه الكثير من سيادته واستقلاليته، وخيراته وثرواته».
واضافت ان «هذه الاتفاقية لاتعدو ان تكون هيمنة عسكرية واقتصادية وثقافية للاحتلال الأمريكي، يراد فرضها على أبناء العراق»، داعية إلى التعبير عن الغضب والاستياء ضد هذه الاتفاقية بكل الوسائل الممكنة.

### التحالف الكردستاني
النائب محسن السعدون عن التحالف الكردستاني قال انه  «لا خوف من اية اتفاقية تعقدها الحكومة مع أي دولة كونها لن تطبق إلى بعد موافقة مجلس النواب عليها وهو الذي سيقرر ان كان العراق بحاجة إلى هذه الاتفاقية ام لا» .
وقال السعدون في تصريح صحفي «كل الاتفاقيات يجب ان تعرض على مجلس النواب للتصديق عليها بموجب الدستور العراقي، ثم ان الاتفاقية المزمع ابرامها هي اتفاقية امنية وانها ما زالت موضع دراسة من قبل الحكومة العراقية». واعتبر ان مثل الاتفاقيات  «تخدم العراق في ظل الظرف الذي يمر به البلد» .

### موقف القائمة العراقية
أعرب أسامة النجيفي عضو القائمة العراقية التي يتزعمها رئيس الوزراء الاسبق اياد علاوي في البرلمان عن اعتقاده بأن العراق غير مستعد بعد لعقد اتفاقية بثقل الاتفاقية طويلة الأمد مع الولايات المتحدة، قائلا «ان عقد الاتفاقية ينبغي تأجيله إلى ما بعد خروج العراق من البند السابع للأمم المتحدة».
ويعارض عدد كبير من القادة العراقيين الاتفاقية، وأبرزهم الزعيم الشيعي مقتدى الصدر الذي تعهد انصاره بالاستمرار في التظاهر اسبوعيا للتعبير عن رفض التيار الصدري للاتفاقية.

### موقف الحزب الإسلامي العراقي
رفض الحزب الإسلامي العراقي الاتفاقية الأمنية، لكن رئيسه السابق طارق الهاشمي أعلن تأييده للأتفاقية وأعتبرها وسيلة لخروج المحتل، ومما تجدر الإشارة اليه إلى إن هذه الاتفاقية كانت سبب طرد طارق الهاشمي من الحزب الإسلامي العراقي ومن جماعة الإخوان المسلمين.

### حوار التعاون الأمني المشترك بين الولايات المتحدة والعراق
عقدت الولايات المتحدة والعراق حوارًا أمنيًا مشتركًا في الفترة من 7 إلى 8 أغسطس 2023 في العاصمة الأمريكية واشنطن. وقد نتج عن هذا الحوار عدد من النتائج المهمة، وهي:
- التأكيد على استمرار التعاون الأمني بين البلدين: أكد الجانبان على التزامهما بتطوير التعاون الأمني بين البلدين، وتعزيز قدرات قوات الأمن العراقية.
- التركيز على مكافحة الإرهاب: ركز الحوار على مكافحة الإرهاب، وتبادل المعلومات الاستخباراتية بين البلدين.
- السعي إلى تنسيق الجهود العسكرية: سعى الحوار إلى تنسيق الجهود العسكرية بين البلدين، بما في ذلك التدريب والتسليح.